# Нескучний
Нескучний (рос. Нескучный) — селище у Бобровському районі Воронезької області Російської Федерації.
Населення становить 159 осіб (2010). Входить до складу муніципального утворення Верхньоікорецьке сільське поселення.

## Історія
Населений пункт розташований у межах українського історико-культурного регіону Східної Слобожанщини. Від 1928 року належить до Бобровського району, спочатку в складі Центрально-Чорноземної області, а від 1934 року — Воронезької області.
Згідно із законом від 15 жовтня 2004 року входить до складу муніципального утворення Верхньоікорецьке сільське поселення.

## Населення
| 2000 | 2005 | 2010 |
| ---- | ---- | ---- |
| 259  | ↘217 | ↘159 |